# Правда и реклама
«Правда и реклама» — девятый эпизод девятнадцатого сезона мультсериала «Южный парк».

## Сюжет
После того как Кайла вызвали в кабинет директора, он обнаруживает там Мистера Маки, который говорит ему, что П. К. Директор лишился рассудка и объявил голодовку. Тем временем Джимми и Лесли пропали. Волмер объясняет, как объявления, которые развивались с течением времени, становились умнее и приняли человеческий облик.
За обедом Рэнди предлагает семье переехать из Южного Парка, объясняя это тем, что жить в нём стало очень дорого и что ему пришлось перезаложить дом, чтобы оплатить расходы. Вернувшись в пресс-базу, Джимми рассказывает журналистам о том, как он подружился с Лесли, не подозревая, что она реклама. Журналисты объясняют ему, что цель рекламы — это соблазнить и манипулировать людьми.
В школе Стэн подбегает к Кайлу со школьной газетой, в которой написано, что П. К. Директор послал Джимми и Лесли в Дисней-Круиз за хорошее поведение, но мальчики не верят в эту новость. Они пытаются вытянуть какую-нибудь информацию от Нейтана, но тот просто отводит тему.
Мистер Гаррисон, Кейтлин Дженнер и директор Виктория приезжают в Южный Парк. Мистер Гаррисон приходит в шок, когда видит, как изменился его город. Джимми пытается допросить Лесли, но у него ничего не выходит. Один из репортёров уверен, что Джимми начинает «думать членом». Стэн, Кайл, Картман, Кенни и Баттерс пытаются найти какую-нибудь информацию о происходящем, но попадаются на рекламу и оказываются в магазине. Это приводит к некоторой напряжённости в отношениях между Кайлом и Стэном, которые твёрдо уверены, что кто-то из них заставляет всех отвлекаться от этой темы с целью избежать выяснения правды. Рэнди попадает в засаду Мистера Гаррисона, Кейтлин Дженнер и директора Виктории. Лесли убеждает Джимми помочь ей бежать.
Рэнди просыпается привязанным к стулу и сразу попадает на допрос Мистера Гаррисона, Кейтлин Дженнер и директора Виктории. Они объясняют, что политкорректное движение существует не только в США, но и на международном уровне. Барбреди помогает Джимми и Лесли сбежать из пресс-базы. Взаимные подозрения между Кайлом и Стэном приводят к драке между ними.
В редакции школьной газеты Лесли предаёт Джимми и жестоко нападает на него, раскрывая тот факт, что журналисты были правы. В доме П. К. Братства Рэнди, Мистер Гаррисон, Кейтлин Дженнер и директор Виктория обнаруживают компьютер П. К. Директора, на котором открыта реклама с участием П. К. Директора и Лесли. Они приходят к выводу, что П. К. Директор пытается помочь, но сразу же отвлекаются на рекламный баннер и оказываются в магазине. Лесли идёт в дом Кайла и вербует его на свою сторону.

## Рецензии
Макс Николсон из IGN дал эпизод 7.2 из 10, назвав эпизод «вялым, особенно в плане основного сюжета». Дэн Кэффри из The A. V. Club поставил серии B.